# Prandi
Prandi este o arie protejată (arie specială de conservare — SAC, sit de importanță comunitară — SCI) din Estonia întinsă pe o suprafață de 875,9 ha, integral pe uscat.

## Localizare
Centrul sitului Prandi este situat la coordonatele 58°50′07″N 25°38′36″E / 58.8352°N 25.6434°E.

## Înființare
Situl Prandi a fost declarat sit de importanță comunitară în aprilie 2004 pentru a proteja 1 specie de animale. Situl a fost protejat și ca arie specială de conservare în mai 2006.

## Biodiversitate
Situată în ecoregiunea boreală, aria protejată conține 10 habitate naturale: Ape puternic oligomezotrofe cu vegetație bentonică cu Chara spp., Cursuri de apă de la nivel de câmpie la nivel montan, cu vegetație Ranunculion fluitantis și Callitricho-Batrachion, Pajiști aluvionare boreale nordice, Fânețe de joasă altitudine (Alopecurus pratensis, Sanguisorba officinalis), Mlaștini turboase de tranziție și turbării mișcătoare, Izvoare petrifiante cu formare de travertin (Cratoneurion), Mlaștini alcaline, Taiga vestică, Păduri fino-scandinave bogate în ierburi cu Picea abies, Păduri caducifoliate de mlaștină fino-scandinave.
La baza desemnării sitului se află o specie protejată de  pești: zglăvoacă (Cottus gobio)
Pe lângă speciile protejate, pe teritoriul sitului au mai fost identificate 1 specie de păsări.